# Женщины-пауки
«Же́нщины-пауки́» (англ. Spider-Women) — будущий американский компьютерно-анимационный супергеройский фильм, основанный на Marvel Comics. Созданием займутся Columbia Pictures и Sony Pictures Animation совместно с Marvel Entertainment. Действие проекта развернётся в рамках мультивселенной под названием «Spider-Verse» (с англ. — «Паучьи миры»). Спин-офф мультфильмов «Человек-паук: Через вселенные» (2018) и «Человек-паук: Паутина вселенных» (2023). Режиссёром выступит Лорен Монтгомери, сценаристом — Бек Смит. Хейли Стайнфелд озвучит Гвен Стейси / Гвен-паука.
Sony запустила в разработку несколько спин-оффов «Человека-паука: Через вселенные» ещё до выхода мультфильма в 2018 году. Один из них — анимационный фильм Лорен Монтгомери и Бека Смита о Женщинах-пауках.

## Актёры озвучивания и персонажи
- Хейли Стайнфелд — Гвен Стейси / Гвен-паук
- Джессика Дрю / Женщина-паук
- Синди Мун / Шёлк

## Производство

### Разработка
К концу ноября 2018 года, в преддверии выхода в следующем месяце мультфильма «Человек-паук: Через вселенные», студия Sony Pictures Animation приступила к разработке нескольких спин-оффов ленты в связи с её «невероятной популярностью». Одним из спин-оффов является мультфильм «Женщины-пауки», посвящённый женщинам трёх поколений. Как ожидалось, одной из героинь картины станет Гвен Стейси / Гвен-паук, появившаяся в «Через вселенные», но окончательное решение принято не было. Сценаристом стал Бек Смит, режиссёром — Лорен Монтгомери, а Эми Паскаль — продюсером. Другие продюсеры первого фильма — Фил Лорд, Кристофер Миллер, Ави Арад и Кристина Стейнберг — также планировали вернуться для разработки спин-оффа. Вдохновением для создания мультфильма послужило движение Me Too и успех кинокомикса «Чудо-женщина» (2017). Эми Паскаль подтвердила участие Хейли Стайнфелд в роли Гвен-паука вместе с Синди Мун / Шёлк и Джессикой Дрю / Женщиной-пауком. Паскаль отметила, что Шёлк, которая появится в мультфильме, будет отличаться от версии, показанной в игровом проекте.
В апреле 2021 года Фил Лорд и Кристофер Миллер подтвердили, что будут продюсировать картину. В мае 2023 года Эми Паскаль и Ави Арад сообщили, что проект находится в разработке; Арад отметил, что мультфильм будет запущен в производство раньше, чем ожидалось.